# Stephen Merchant
Stephen James Merchant (nascido em 24 de novembro de 1974) é um ator, comediante, diretor, radialista e roteirista inglês. Ele é melhor conhecido por suas colaborações com Ricky Gervais e Karl Pilkington, como o co-diretor e co-roteirista da popular série britânica The Office; co-protagonista e co-roteirista de Extras; e co-apresentador de The Ricky Gervais Show no rádio, podcast, audiolivro, e televisão. A versão para o rádio de The Ricky Gervais Show ganhou um Sony Award de bronze.
Stephen apareceu como ele mesmo na série Life's Too Short, da BBC, a qual ele co-escreveu e co-dirigiu. Ele também deu voz ao personagem Wheatley do jogo Portal 2 e ele também apareceu no episódio "The Girl Code" de Os Simpsons como o aplicativo ConRad, co-desenvolveu a série de viagens An Idiot Abroad, do Sky1, e se apresenta como comediante de stand-up. Ele ganhou três British Academy Film Awards, quatro British Comedy Awards e um Emmy Award. Em 2013 ele criou, dirigiu, e escreveu a série da HBO Hello Ladies. Ele estrelou em sua primeira peça escrita pelo dramaturgo britânico Richard Bean, chamada The Mentalists, que esteve em exibição em Londres no Wyndham's Theatre em julho e agosto de 2015. Stephen também interpretou o mutante Caliban no filme de 2017, Logan.

## Biografia
Stephen nasceu em Hanham, uma vizinhança de Bristol. Filho de Jane Elaine Hibbs, uma enfermeira de creche, e Ronald John Merchant, um representante de seguros. Ele estudou na Hanham High School e mais tarde na Universidade de Warwick em Coventry de 1993 a 1996, onde ele recebeu um diploma de Filme e Literatura.

## Filmografia
| Ano  | Título                                        | Papel                      | Notas                                    |
| ---- | --------------------------------------------- | -------------------------- | ---------------------------------------- |
| 2007 | Hot Fuzz                                      | Peter Ian Staker           |                                          |
| 2007 | Run Fatboy Run                                | Homem com a Perna Quebrada |                                          |
| 2009 | The Invention of Lying                        | Homem na Porta             |                                          |
| 2010 | Tooth Fairy                                   | Tracy                      |                                          |
| 2010 | Cemetery Junction                             | Dougie Boden               | Diretor, roteirista                      |
| 2010 | Jackboots on Whitehall                        | Tom                        | Voz                                      |
| 2010 | Burke and Hare                                | Holyrood Footman           |                                          |
| 2011 | Hall Pass                                     | Gary                       |                                          |
| 2011 | Gnomeo and Juliet                             | Paris                      | Voz                                      |
| 2013 | Movie 43                                      | Donald                     | Segmento: "Truth or Dare"                |
| 2013 | I Give It a Year                              | Dan                        |                                          |
| 2016 | Donald Trump's The Art of the Deal: The Movie | Barron Hilton              |                                          |
| 2017 | Logan                                         | Caliban                    |                                          |
| 2017 | Logan Noir                                    | Caliban                    |                                          |
| 2017 | Table 19                                      | Walter Thimble             |                                          |
| 2019 | Fighting with My Family                       | Hugh                       | Diretor, roteirista e produtor executivo |
| 2019 | Good Boys                                     | Claude                     |                                          |
| 2019 | Jojo Rabbit                                   | Captain Deertz             |                                          |

| Ano       | Título                                        | Papel                                          | Notas                                                                    |
| --------- | --------------------------------------------- | ---------------------------------------------- | ------------------------------------------------------------------------ |
| 2000      | Meet Ricky Gervais                            | Funcionário do estúdio                         |                                                                          |
| 2001-2003 | The Office                                    | The Ogg Monster                                | Co-criador, diretor, roteirista                                          |
| 2004      | Garth Marenghi's Darkplace                    | Chef                                           | Episódios 2 e 6                                                          |
| 2004      | Green Wing                                    | Técnico do laboratório                         | Episódio 6                                                               |
| 2005      | Bromwell High                                 | Sr. Phillips                                   | Voz                                                                      |
| 2005-2007 | Extras                                        | Darren Lamb                                    | Cocriador, diretor, roteirista                                           |
| 2007      | 24                                            | Técnico do CTU                                 |                                                                          |
| 2010      | An Idiot Abroad                               | Ele mesmo                                      | Co-criador, produtor executivo                                           |
| 2010-2012 | The Ricky Gervais Show                        | Ele mesmo                                      | Voz                                                                      |
| 2011-2013 | Life's Too Short                              | Versão d'Ele mesmo                             | Co-criador, diretor, roteirista                                          |
| 2011      | Ronnie Corbett's Comedy Britain               | Ele mesmo                                      | Produtor executivo                                                       |
| 2011      | An Idiot Abroad 2: The Bucket List            | Ele mesmo                                      | Produtor executivo                                                       |
| 2013      | Hello Ladies                                  | Stuart Pritchard                               | Co-criador, diretor, co-roteirista                                       |
| 2013-2015 | Drunk History                                 | Abraham Lincoln George Washington              | Episódios: "Washington D.C.", "Philadelphia", e "New Jersey"             |
| 2014      | Modern Family                                 | Higgins                                        | Episódio: "Las Vegas" e “The Prescott”                                   |
| 2014      | Robot Chicken                                 | Alfred Pennyworth Narrador de 210 Up Kirk Fogg | Voz; Episódio: "Stone Cold Steve Cold Stone"                             |
| 2014      | Hello Ladies: The Movie                       | Stuart Pritchard                               | Filme para a TV                                                          |
| 2014      | Short Poppies                                 | Corretor de seguros                            | Episódio 1                                                               |
| 2015      | Lip Sync Battle                               | Ele mesmo                                      | Produtor executivo                                                       |
| 2015      | Comedy Bang! Bang!                            | Ele mesmo                                      | Episódio: "Stephen Merchant Wears a Checkered Shirt and Rolled Up Jeans" |
| 2015      | The Big Bang Theory                           | Dave Gibbs                                     | Participação especial                                                    |
| 2016      | The Simpsons                                  | ConRad                                         | Voz; Episódio: "The Girl Code"                                           |
| 2016      | Donald Trump's The Art of the Deal: The Movie | Barron Hilton                                  | Diretor, roteirista                                                      |
| 2016      | American Dad!                                 | Cientista                                      | Voz; Episódio: "The 200"                                                 |
| 2016      | The Crystal Maze                              | Apresentador                                   |                                                                          |
| 2016      | Dream Corp, LLC                               | T.E.R.R.Y.                                     | Produtor executivo                                                       |

| Ano  | Título          | Papel    | Notas              |
| ---- | --------------- | -------- | ------------------ |
| 2011 | Portal 2        | Wheatley | Voz                |
| 2013 | Team Fortress 2 | Wheatley | Voz; não creditado |
| 2015 | Lego Dimensions | Wheatley | Voz                |

## Teatro
| Ano  | Título         | Papel | Teatro            |
| ---- | -------------- | ----- | ----------------- |
| 2015 | The Mentalists | Ted   | Wyndham's Theatre |